# Trichogoniopsis
Trichogoniopsis je rod glavočika iz podtribusa Trichogoniinae, dio tribusa Eupatorieae. Postoje tri južnoameričke vrste, brazilski endemi

## Opis
Trichogoniopsis je rod od 3 brazilske vrste. Rod je sličan nekim vrstama Trichogonia jer ima perasti papus, ali nedostaje dlakavost vjenčića koja karakterizira Trichogoniju.

## Vrste
1. Trichogoniopsis adenantha (DC.) R.M.King & H.Rob.
2. Trichogoniopsis morii R.M.King & H.Rob.
3. Trichogoniopsis podocarpa (DC.) R.M.King & H.Rob.

- Trichogoniopsis grazielae Soar.Nunes, možda je sinonim za Trichogonia salviifolia Gardner.

## Sinonimi
- Kuhnia sect.Leiogonia DC.; Prodr. [A. DC.] 5: 127 (1836)